# لودویگ میشائل شوانتالر

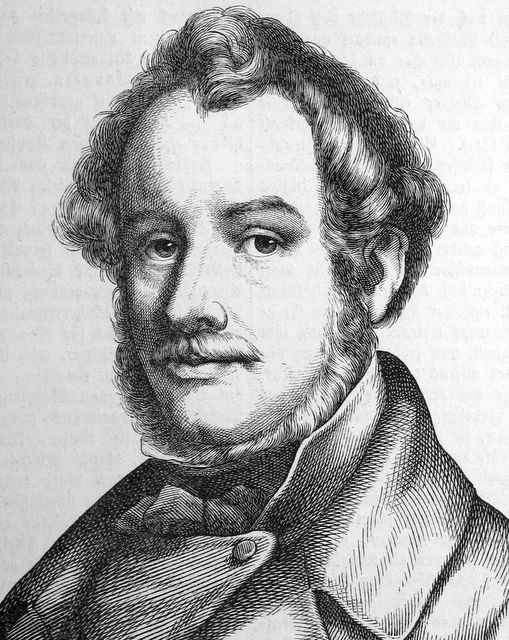
تصویری از لودویگ شوانتالر، از دویست مردان آلمانی در چهره‌ها و بیوگرافی‌ها (۱۸۵۴)

لودویگ میشائل شوانتالر (به آلمانی: Ludwig Michael Schwanthaler)، و شناخته شده با نام ریتر فون شوانتالر (به آلمانی: Ritter von Schwanthaler) (زاده ۲۶ اوت ۱۸۰۲ - درگذشته ۱۴ نوامبر ۱۸۴۸) تندیس‌گر اهل آلمان که در آکادمی هنرهای زیبای مونیخ تحصیل کرده بود.

## آثار

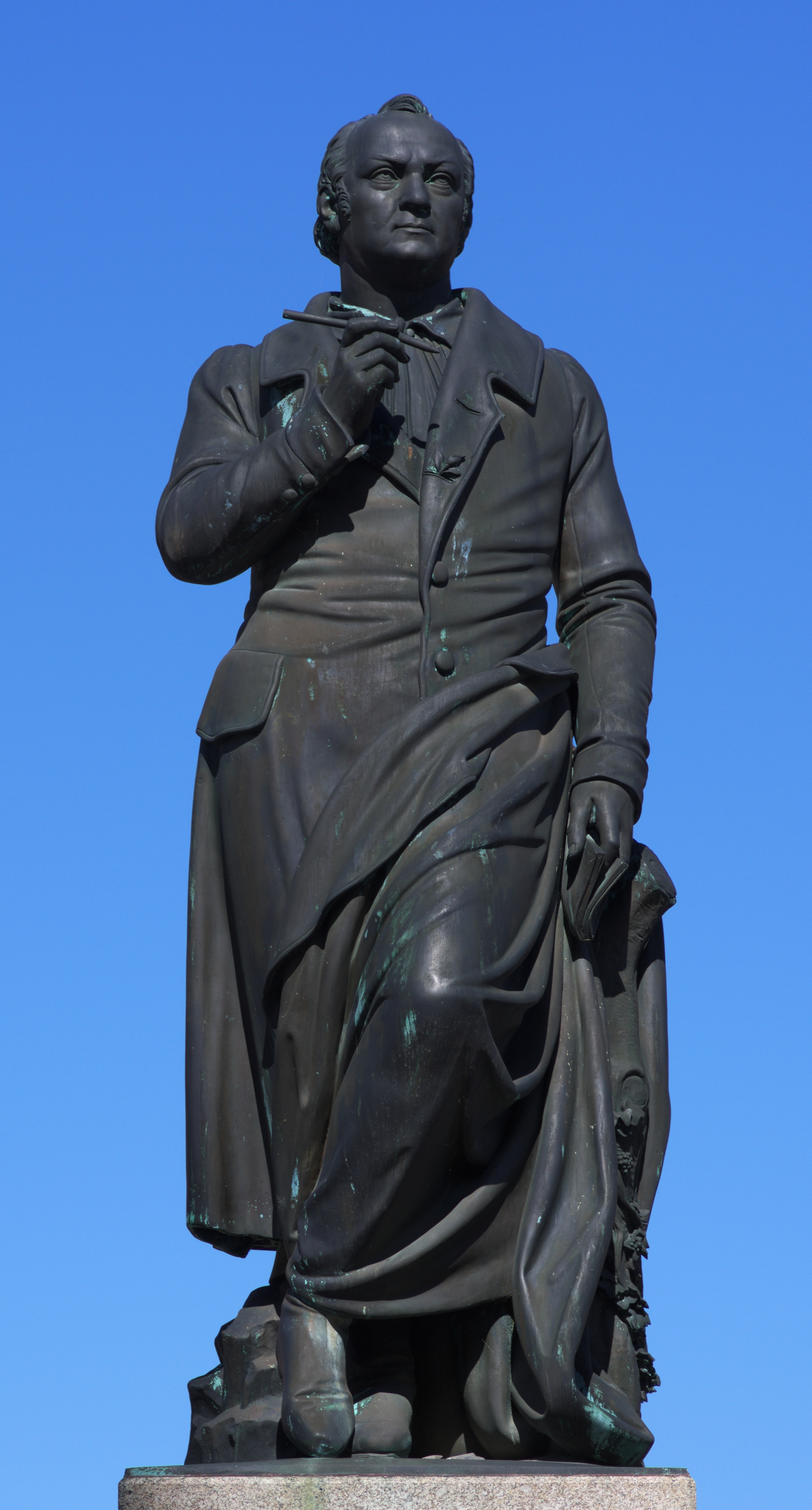
تصویری از بنای تاریخی برای یادبود ژان پل در بایرویت، این مجسمه توسط لودویگ شوانتالر در سال ۱۸۴۱ (میلادی) و در ۱۶ سالگرد درگذشت ژان پل پرده برداری شده است.